# سهیر القلماوی
سهیر القلماوی (سهیر القلماوی) (زاده ۲۰ ژوئیه ۱۹۱۱ – درگذشته ۴ مه ۱۹۹۷) دانشمند، ادیب و سیاستمدار برجسته مصری و کسی که فرهنگ و نگارش عربی را از طریق نویسندگی شکل داد و همیاری و جنبش زنان برای مساوات را پایه‌گذاری کرد. او اولین زنی بود که وارد دانشگاه قاهره شد و در سال ۱۹۴۱ اولین زن مصری بود که موفق به کسب فوق لیسانس و دکترا در ادبیات گردید. وی بعد از فارغ‌التحصیل شدن اولین زنی بود که دانشگاه قاهره او را به عنوان استاد برگزید. وی همچنین جزو اولین زنانی بود که بریاست بخش زبان عربی در دانشگاه قاهره و رئیس اتحادیه زنان مصری و رئیس انجمن زنان دانشگاهی عرب انتخاب شد. در سال ۱۹۳۵ نوشته‌های او شامل دو جلد از داستان‌های کوتاه و ۱۰ بررسی نقض و تعداد قابل توجهی از آثار ادبی او منتشر گردید.

## دوران کودکی
سهیر در قاهره به دنیا آمد و در خانواده‌ای که به تحصیل دخترانش افتخار می‌کرد بزرگ شد. وی توانست در همان سنین پایین توانست از دفتر پدرش که در آن فعالیت گسترده‌ای انجام می‌شد استفاده کند. بنظر می‌رسد نویسندگانی چون طه حسین و رفاعه الطهطاوی و ابن ایاس نقش بزرگی در تبدیل سهیر به یک نویسنده ایفا کرده‌اند. در جریان انقلاب ۱۹۱۹ وی در حالی که هنوز دوران طفولیتش را می‌گذراند تحت تأثیر فعالیت‌های زنان مصری بزرگی چون هد الشعراوی و شخصیت‌های ملی برجسته ای همچون صفیه زغلول قرار داشت.

## تحصیلات
القلماوی پس از فارغ‌التحصیل شدن از دانشکده آمریکایی دختران در سال ۱۹۲۸ و قصد ادامه تحصیل در رشته پزشکی را داشت ولی قبول نشد و بلافاصله پدرش او را تشویق کرد که در زمینه ادبیات عربی به تحصیلاتش ادامه بدهد. او اولین زنی بود که وارد دانشگاه قاهره می‌شد و تنها زنی بود که بین ۴۰ مرد به تحصیل ادبیات عرب اشتغال داشت. وی در حین تحصیل در دانشگاه قاهره از رهنمودهای طه حسین که رئیس بخش زبان عربی و رئیس هیئت تحریریه مجله دانشگاه قاهره بود بهره‌مند بود. طه حسین القلماوی را به معاونت رئیس هیئت تحریریه در مجله دانشگاه قاهره در سال ۱۹۳۲ گماشت و به این ترتیب او اولین زنی بود که در مصر اجازه کار مطبوعاتی را کسب می‌کرد. او پس از کسب مدرک دکترا از دانشگاه سوربن پاریس اولین زنی بود که از دانشگاه قاهره نیز موفق به کسب دکترا گردید.

## فعالیت‌های دانشگاهی و اجتماعی
سهیر القلماوی یکی از معدود زنانی بود که به عنوان استاد در دانشگاه قاهره در سال ۱۹۳۶ مشغول بکار شد و بسرعت به عنوان اولین زن رئیس بخش زبان عربی دانشگاه قاهره از سال ۱۹۵۸ تا سال ۱۹۶۷ شد. سپس به عنوان رئیس اتحادیه زنان مصری انتخاب و در سال ۱۹۵۹ رئیس انجمن زنان فارغ‌التحصیل گردید و همکاری بین اتحادیه زنان مصر و اتحادیه جهانی دانشگاه‌ها را ایجاد کرد. بدنبال آن رئیس هیئت عمومی سینماها و تئاتر و موسیقی مصر در سال ۱۹۶۷ و رئیس جامعه فرهنگ کودکان در سال ۱۹۶۸ شد. او همچنین در مبارزه برای حقوق زنان شرکت داشت و در کنفرانس‌های مختلفی که شرکت می‌کرد به مساوات حقوق زن و مرد فراخوان می‌داد. او در سال ۱۹۶۲ کمیته نظارت بر جامعه دختران فلسطینی برای گفتگو جهت توجه به موضوع فلسطین را تشکیل داد.

## فعالیت‌های سیاسی
سهیر در سال ۱۹۵۸ ورود به میدان سیاست را به عنوان عضو پارلمان مصر آغاز کرد و مجدداً در سال ۱۹۷۹ تا ۱۹۸۴ عضو پارلمان مصر بود. او همچنین رئیس دائره نشر و توزیع بود و نویسندگان جوان را به نویسندگی تشویق می‌کرد. او در سال ۱۹۶۷ اولین نمایشگاه کتاب در خاورمیانه تحت عنوان نمایشگاه بین‌المللی کتاب در قاهره را تأسیس کرد. وی در سال‌های آخر عمرش ریاست هیئت عمومی نویسندگان را عهده‌دار بود.
سهیر در ابتدای سال ۱۹۳۵ مجموعه وسیعی از فعالیت‌های ادبیش شامل داستانهای کوتاه و بررسی‌های نقض و مجلات فرهنگی را منتشر نمود. فعالیت‌های او مورد استقبال گرم منتقدین قرار گرفت و بسیاری او را دانشمندی ادیب و برجسته در جنبش فرهنگی معاصر مصر می‌دانند.

## جوایز
القلماوی بخاطر فعالیت‌های ادبیش جوائزی دریافت کرد از جمله:
- جایزه جامعه زبان عربی بخاطر رساله دکترا در مورد هزار و یک شب در سال ۱۹۵۴
- جایزه تقدیر در زمینه ادبیات جوانان در سال ۱۹۵۵
- جایزه تشویقی در سال ۱۹۵۵
- جایزه دولتی تقدیر در زمینه ادبیات در سال ۱۹۶۳
- جایزه ناصر از طرف شوروی سابق در سال ۱۹۷۶
- جایزه تقدیر در زمینه ادبیات در سال ۱۹۷۷
- نشان تقدیر در سال ۱۹۷۷
- مدال درجه یک جمهوری در سال ۱۹۷۸
- مدال موفقیت در سال ۱۹۷۸
- دکترای افتخاری از دانشگاه آمریکایی قاهره در سال ۱۹۸۷[۷][۸]

## وفات
سهیر القلماوی سرانجام در سن ۸۵ سالگی در ۴ مه ۱۹۹۷ در قاهره درگذشت و در همان‌جا دفن گردید.